# Baltra
Baltra (ang. South Seymour) – wyspa w archipelagu Galapagos, należącym do Ekwadoru. Leży u wybrzeża większej wyspy Santa Cruz, od której dzieli ją cieśnina Itabaca.

## Warunki naturalne

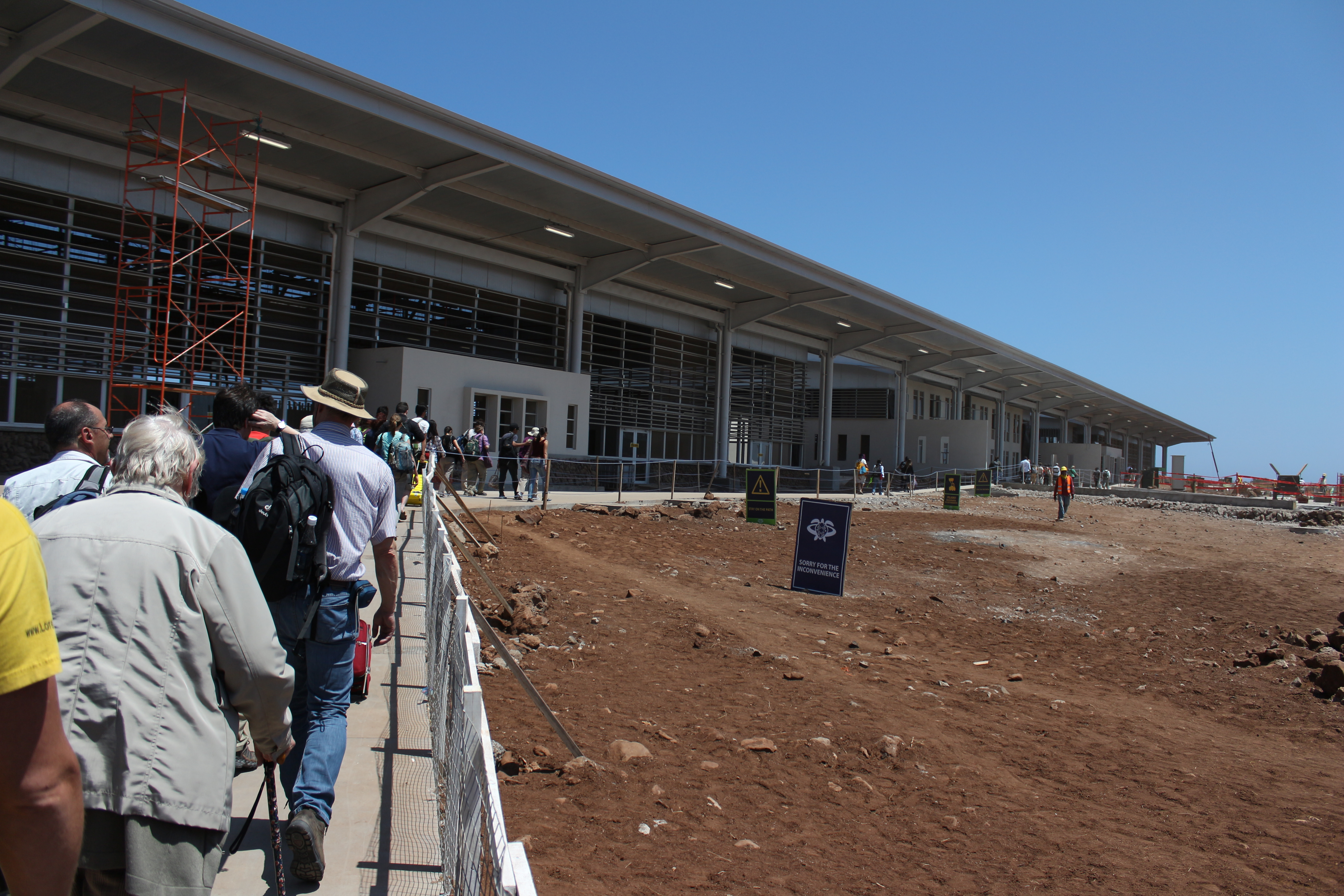
Lotnisko na Baltrze

Jest to mała, płaska wyspa, utworzona przez wypiętrzenie podmorskich wylewów lawy. Jest sucha, porośnięta przez łobodę, opuncję i drzewa Palo Santo. Przez większość historii nie budziła większego zainteresowania wśród ludzi, dopiero w latach 40. XX wieku powstała na niej amerykańska baza sił powietrznych, mających ochraniać Kanał Panamski. Po zakończeniu II wojny światowej baza została przekazana Ekwadorczykom, którzy zdemontowali dużą część zabudowań; z powietrza wciąż widoczne są zarysy ich fundamentów. Na potrzeby lotów komercyjnych wybudowano nowy port lotniczy Seymour, który obecnie obsługuje większość ruchu z kontynentu na Galapagos; prócz tego na wyspie istnieją dwie bazy wojskowe.

## Fauna
Na wyspie można obserwować duże ilości ptaków, w tym fregaty i głuptaki. Nie ma na niej miejsc udostępnionych turystom, z wyjątkiem portu lotniczego, z którego są przewożeni do statków lub promów. Turyści mogą odwiedzać pobliską wysepkę Mosquera, na której można obserwować jedną z największych populacji uszanki galapagoskiej, a także mewy galapagoskie, inne ptaki żyjące na wybrzeżu i kraby Grapsus grapsus. Pierwotna populacja legwanów lądowych z Baltry ucierpiała w wyniku introdukcji kóz i późniejszej budowy bazy lotniczej, a do 1954 roku wymarła. Część zwierząt zostało jednak zawczasu przesiedlonych na sąsiednią wyspę Seymour Norte o podobnych warunkach naturalnych i dzięki ich przetrwaniu, w 1997 roku można było rozpocząć odtwarzanie populacji na Baltrze, co zakończyło się sukcesem.